# Mesopolobus milleri
Mesopolobus milleri är en stekelart som först beskrevs av Crawford 1913.  Mesopolobus milleri ingår i släktet Mesopolobus och familjen puppglanssteklar. Inga underarter finns listade i Catalogue of Life.